# Mieczysław Głowania
Mieczysław Głowania, ps. Jesion, Siewca (ur. 27 stycznia 1915 w Jasieńcu, zm. 1 czerwca 1982 w Poznaniu) – polski działacz ruchu ludowego, żołnierz Wojska Polskiego i Batalionów Chłopskich, uczestnik II wojny światowej.

## Życiorys
Urodził się w rodzinie chłopskiej jako syn Jana i Marii. Ukończył trzyletnią szkołę rolniczą w Żyrowicach (1935) i szkołę hodowlaną w Liskowie. W 1937 ukończył szkołę średnią w Bydgoszczy. W 1930 wstąpił do ZMW „Wici”. Od 1 kwietnia 1939 odbywał służbę wojskową w 3 Pułku Strzelców Podhalańskich.
W jego szeregach brał udział w kampanii wrześniowej, m.in. pod Skoczowem i Kętami. Walcząc pod Tomaszowem Lubelskim, został 21 września 1939 ranny w oko i dostał się do niewoli niemieckiej. Leczył się w Zamościu, Nisku, Jarosławiu i Mielcu. Zbiegł z transportu jenieckiego w drodze do obozu. Do 15 lutego 1940 leczył się w klinice okulistycznej w Krakowie. Od 1940 włączył się w podziemną działalność ruchu ludowego. Współorganizował struktury polityczne Stronnictwa Ludowego „Roch” w powiecie olkuskim. W 1941 został komendantem obwodu Olkusz Okręgu Kielce BCh. Współredagował podziemny miesięcznik „Strażnica”. W 1943 został komendantem LSB i Oddziałów Specjalnych w Okręgu Kielce BCh. Organizował Oddziały Partyzanckie i Oddziały Specjalne, które nie podlegały scaleniu z AK. Został awansowany do stopnia kapitana.
Po zakończeniu wojny osiadł w Szczecinie. Był członkiem PSL. W latach 1945–1947 pracował w Zarządzie Wojewódzkim tej partii. Prześladowany przez UBP i w efekcie w 1947 zdegradowany do stopnia szeregowego. Otrzymał też nakaz opuszczenia Szczecina wraz z rodziną (07.11.1947). Przeniósł się kolejno do Kielc, Krakowa i Nowego Tomyśla, gdzie 24 czerwca 1950 został aresztowany i osadzony w więzieniu w Poznaniu. Zwolniony z więzienia 2 lutego 1951 z powodu „braku dostatecznych dowodów winy”. Prześladowania jednak trwały do 1956. Następnie zajmował różne stanowiska w państwowych przedsiębiorstwach rolniczych. Działał w ZSL.
Zginął w wypadku ulicznym w Poznaniu, pochowany na cmentarzu komunalnym w Swarzędzu.

## Życie prywatne
Żonaty z Marianną Januszewską. Mieli dzieci: Ewę (ur. 1949), Wojciecha (ur. 1956) i Marka (ur. 1958).

## Odznaczenia
- Krzyż Srebrny Orderu Virtuti Militari (05.03.1965) (Za udział w walkach z hitlerowskim okupantem) (brak potwierdzenia w IPiMS)[1].
- Medal Zwycięstwa i Wolności 1945
- Odznaka Grunwaldzka
- Krzyż Partyzancki[1]